# Ara Güler
Pour les articles homonymes, voir Güler.
Ara Güler, né le 16 août 1928 à Constantinople. et mort le 17 octobre 2018 dans la même ville, renommée Istanbul , est un photographe photojournaliste turc d'origine arménienne.

## Biographie
Fils d’un pharmacien arménien, Ara Güler naît le 16 août 1928 à Beyoğlu,  un district  de Constantinople. Il porte le nom turc que son père a choisi en lieu et place de son patronyme arménien originel, Derderian. Il passe son enfance, dans le quartier de Péra, et effectue sa scolarité à l’école arménienne de Guétronagan.
À 22 ans, il est engagé comme reporter-photographe au journal Yeni İstanbul, alors qu’il est encore étudiant en économie. Il travaille ensuite au journal Hürriyet. En 1958, lorsque Time ouvre un bureau en Turquie, Güler est le premier correspondant au Proche-Orient pour ce magazine.
En 1958, le magazine Hayat l’envoi pour documenter l'ouverture du barrage de Kemer à Aydin, en Turquie. Sur le chemin du retour, son chauffeur de taxi se perd, entraînant la découverte de l’ancienne ville d'Aphrodisias, un centre de culte consacré à la déesse Aphrodite. Il envoie les images à l’Architectural Review, et reçoit rapidement un télégramme du magazine Horizon demandant des photos en couleur et un article pour accompagner son reportage. Güler suggère le nom du professeur Kenan Erim comme auteur de cet article. Le professeur de l'Université de New York accepte la mission et a ensuite consacré sa vie à fouiller le site d’Aphrodisias.
Dans les années 1960, il publie dans les magazines les plus célèbres tels Stern, Paris Match ou The Sunday Times.
Après sa rencontre avec Henri Cartier-Bresson et Marc Riboud en 1961, Güler rejoint l’Agence Magnum. La même année, la revue anglaise Photography Annual le désigne comme l’un des sept meilleurs photographes du monde.
En 1961, il devient l’unique membre turc de l’American Society for Media Photographers.
En 1962, il obtient le titre de Master of Leica et en 1979, le premier prix du reportage de l’Association des journalistes turcs.
Ara Güler a travaillé dans de très nombreux pays autour du monde, tels l'Iran, le Kazakhstan, l'Inde, le Kenya, la Nouvelle-Guinée ou Bornéo. Mais il a surtout photographié en profondeur la Turquie, son pays d'origine, et principalement Istanbul, à tel point qu'il est surnommé l’« Œil d’Istanbul ». Portraitiste, il a photographié les personnalités les plus diverses, de Winston Churchill à Ansel Adams en passant par Bertrand Russell ou Pablo Picasso.
On trouve de nombreux exemples de l'œuvre photographique d'Ara Güler dans des institutions internationales telles que la Bibliothèque nationale de France à Paris et la Collection Sheldon de l'Université du Nebraska, ainsi que dans des collections privées à Boston, Chicago et New York. Ses photographies sont également exposées au Ludwig Museum de Cologne.
Il conserve ses archives de plus de huit cent mille photographies dans la maison familiale à trois étages héritée de son père à Galatasaray, où il a installé son atelier. En août 2018, le « musée Ara-Güler » y est ouvert.
Ara Güler meurt des suites d’une insuffisance cardiaque à l’hôpital Florence-Nightingale d’Istanbul le 17 octobre 2018.

## Récompenses et distinctions
- 2000 :  Chevalier de la Légion d'honneur
- 1962 : Maître du Leica, 1962
- 2005 : Grand prix d'Art et de culture, Turquie
- 2009 : Médaille d'or de la ville de Paris
- 2016 : Prix Leica Hall of Fame

## Collections
Des photographies d'Ara Güler sont conservées dans des collections ou musées réputés :
- Bibliothèque nationale de France
- George Eastman House, Rochester
- Musée Ludwig, Cologne

## Expositions
Ara Güler a exposé dans des institutions prestigieuses :
- MOMA, New York
- Photokina, Cologne
- Château d'eau de Toulouse
- Ara Güler, Lost Istanbul, années 1950-1960, Maison européenne de la photographie, Paris 2009.
- Centre national russe de la photographie, Saint-Pétersbourg
- Ara Güler, Saatchi Gallery, Londres (24 avril -05 mai 2019)[11]
- Ara Güler, Polka Galerie, Paris (23 mai - 15 juin 2019)[12]

## Café Ara (Ara Kafe)
À l’angle d’Istiklal Caddesi et du lycée Galatasaray, Ara Güler possède un café restaurant au pied de son immeuble maternel dans lequel ses plus célèbres photographies sont accrochées.

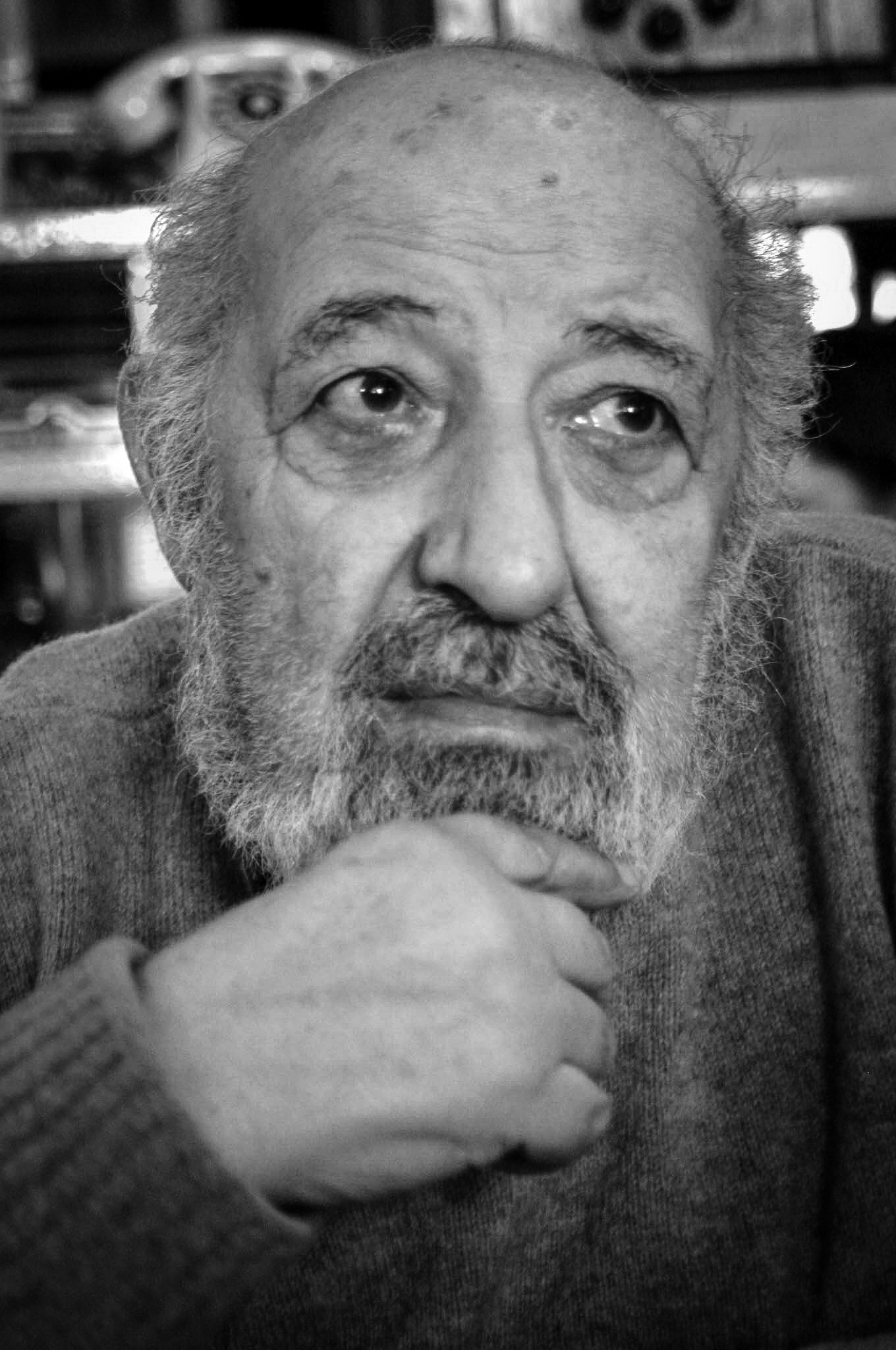
Ara Güler en 2007
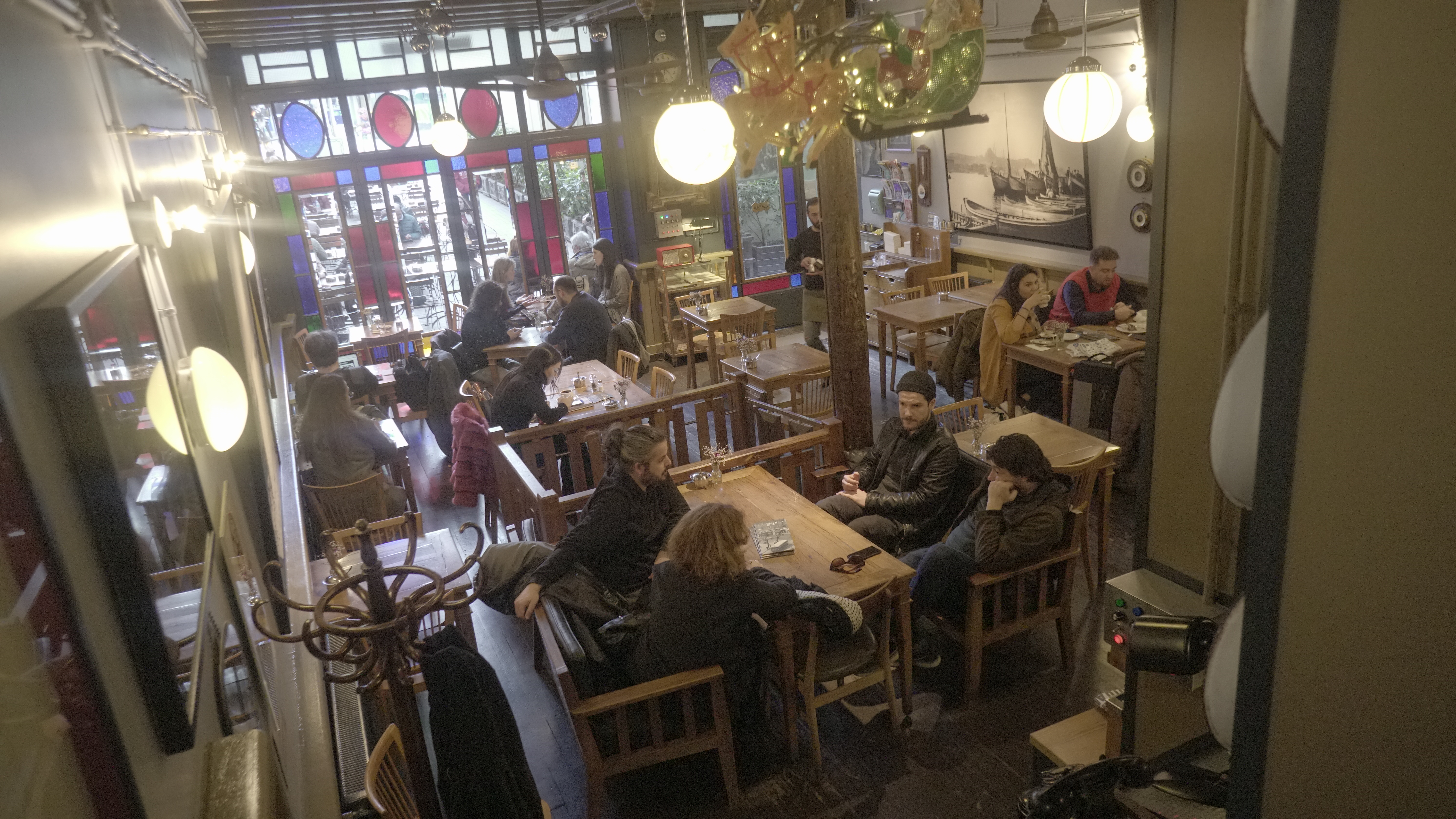
Café Ara Güler
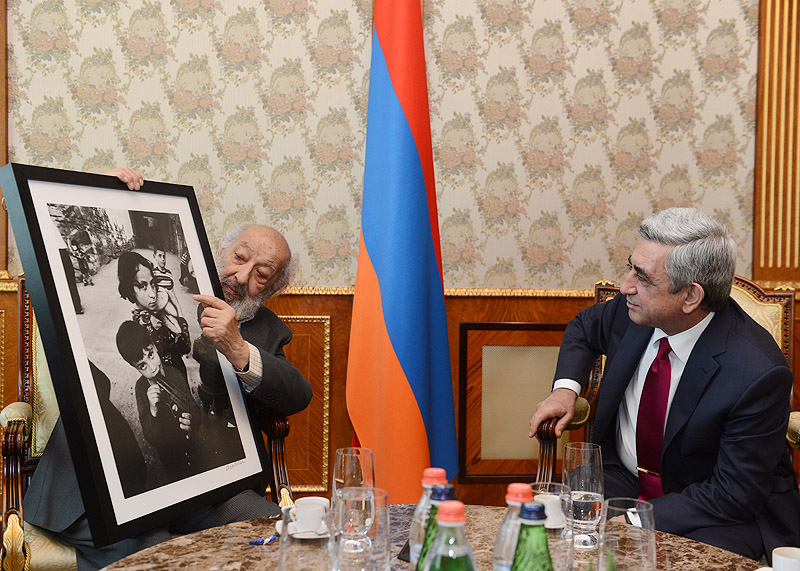
Sargsyan et Ara Güler en 2013
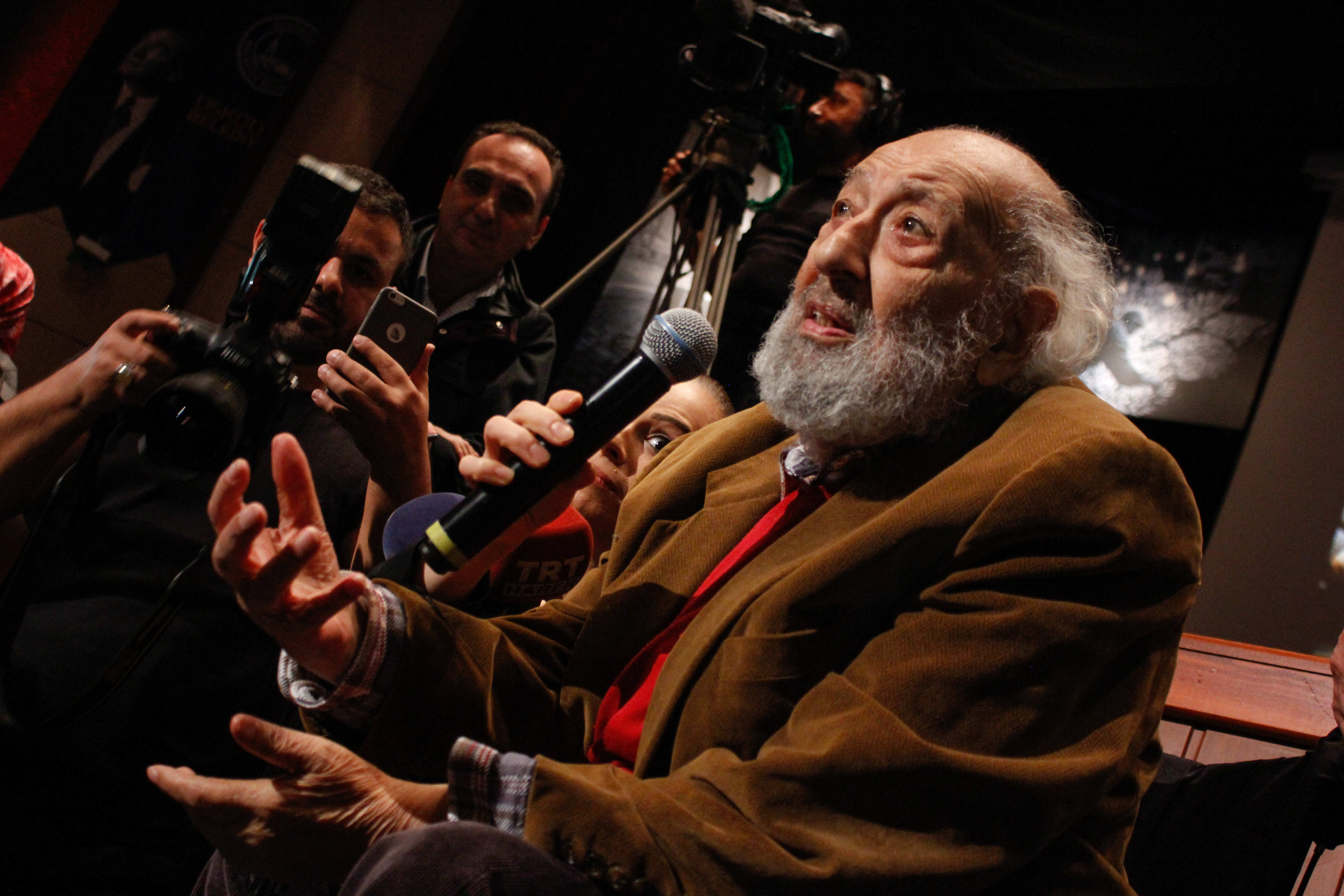
Le 12 janvier 2018, lors de la Nuit en hommage à Ara Güler, qui se tient au Centre Culturel Bağlarbaşı d'Üsküdar.
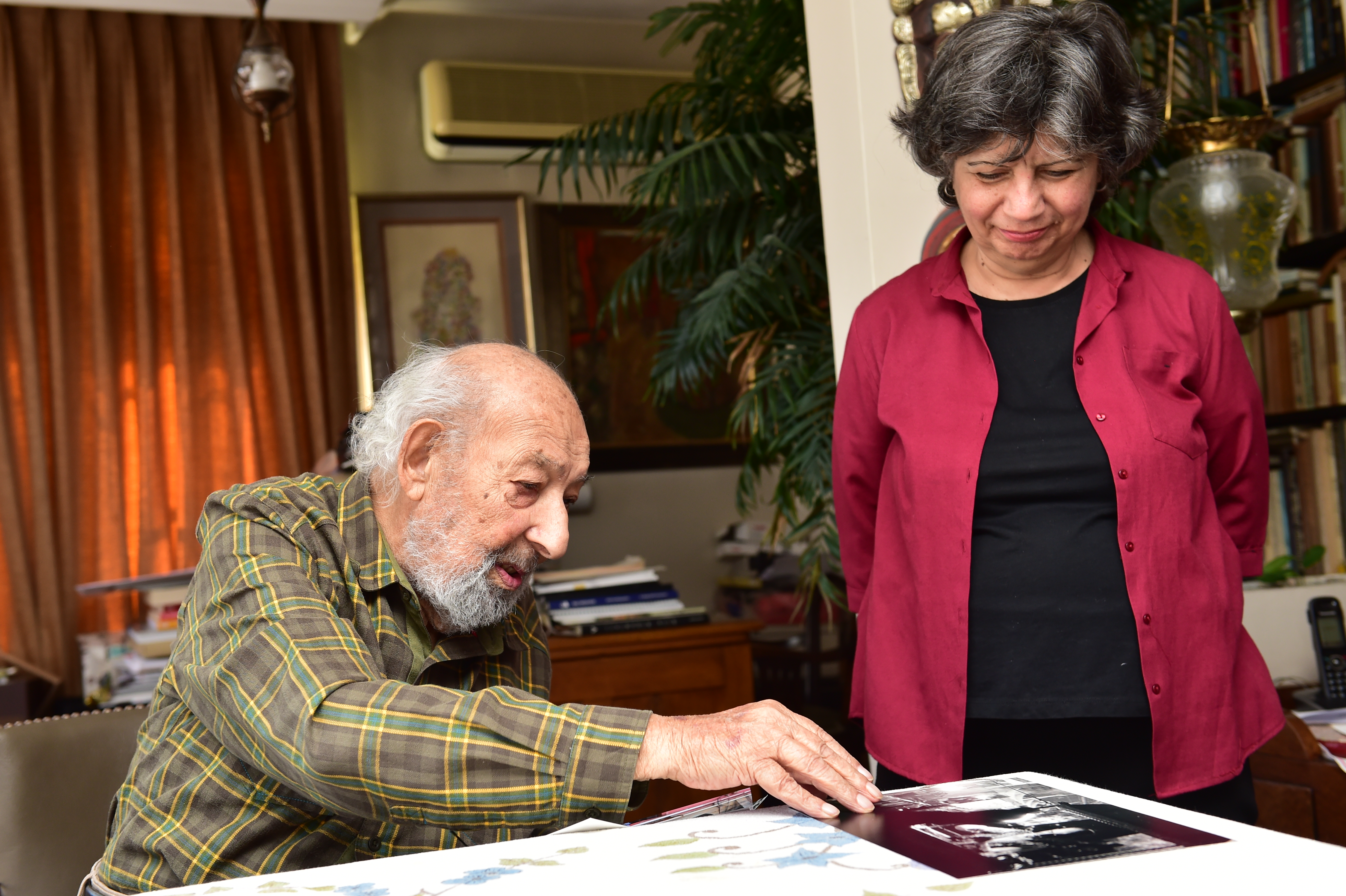
Ara Güler en 2018

## Publications
Ara Güler a publié ou illustré plusieurs dizaines d'ouvrages. Liste non exhaustive.
- Istanbul, photographies Ara Güler, texte Orhan Pamuk, Éditions du Pacifique, 2009,  (ISBN 978-2-87868-130-7)
- (en) Turkey: An Aerial Portrait, éditions Harry N Abrams, 1994,  (ISBN 978-0-8109-3866-3)
- (en) Turkish Style, éditions Vendome Pr, 1993,  (ISBN 978-0-86565-137-1)
- (en) Sinan: Architect of Suleyman the Magnificent and the Ottoman Golden Age, éditions Thames & Hudson, 1992,  (ISBN 978-0-500-34120-9)
- Sainte Sophie, texte Lord Kinross, 1971
- Arrêt sur images[14], Alice Der Vartanian (traducteur), Houri Varjabedian (traducteur), éd. Parenthèses, 2013. (Textes à propos d'Istanbul)
- Visages du XXe siècle - 100 portraits de célébrités, Éditions du Pacifique, 2011,  (ISBN 978-2-87868-141-3)